# Гості з минулого
«Гості з минулого» — російський науково-фантастичний комедійний серіал. Виробництвом серіалу займається кінокомпанія «Небо».
Прем'єра серіалу відбулася 26 жовтня 2020 о 19:00 на телеканалі СТС. Нові серії виходили в ефір із понеділка по четвер о 19:30. Фінальна серія першого сезону вийшла у ефір 19 листопада 2020 року. 10 вересня 2021 року стартували зйомки другого сезону. Гасло: «Часи не вибирають».

## Історія створення
У 1982 році професор фізики Матвій Платонович Піотровський створив машину часу і провів унікальний науковий експеримент, внаслідок якого квартира вченого розділилася квантовим порталом, через що одна частина квартири тепер знаходиться у 1982 році, а друга — у 2020 році.
Повторну спробу запуску машини та закриття порталу саботує Павло, онук професора у майбутньому, який знає, що повторний експеримент призведе до вибуху машини та загибелі діда. Поки професор Піотровський шукає безпечний спосіб закриття порталу, йому та молодому Паші доводиться ділити одну житлову площу з людьми майбутнього: бізнесменом Сергієм, який квапить професора через те, що у зниклій частині квартири залишився сейф із грошима та документами, без яких йому загрожують проблеми з бізнес-партнерами; його дружиною Світланою, яка намагається налагодити стосунки з матір'ю, впливаючи на неї у минулому; їх дочкою Крістіною, що є починаючою танцівницею, яка випадково закохалася в 1982 році в дрібного фарцівника Жорика; і Павлом з майбутнього, який шукає способи налагодити через минуле своє життя.

## У ролях
| Актор              | Роль                                                                             |
| ------------------ | -------------------------------------------------------------------------------- |
| Юрій Стоянов       | Матвій Платонович Піотровський                                                   |
| Євген Міхєєв       | Паша Комаров студент фізмату, фотограф, онук професора Піотровського у 1982 році |
| Михайло Трухін     | Павло Олексійович Комаров онук професора Піотровського у 2020 році               |
| Олексій Макаров    | Сергій Данилов чоловік Світлани, тато Христини, бізнесмен                        |
| Ганна Невська      | Світлана Данилова дружина Сергія, мама Христини                                  |
| Анастасія Акатова  | Христина Данилова студентка, танцівниця-початківець, донька Сергія та Світлани   |
| Людмила Артем'єва  | Римма Петрівна працівниця архіву, кохана професора Піотровського                 |
| Сергій Юшкевич     | Георгій Дмитрович Жерехов партнер Сергія з будівельного бізнесу                  |
| Вероніка Сафонова  | Ніна Михайлівна Сєрова студентка фізмату, кохана Паші                            |
| Вероніка Тимофєєва | Людмила Кравцова мама Світлани у 1982 році, медсестра у лікарні                  |
| Філіп Єршов        | Валентин Хатов товариш Паші, студент фізмата, фотограф                           |
| Євген Єгоров       | Жорик (Георгій) Жерехов дрібний фарцовщик, коханий Христини                      |
| Сергій Бєляєв      | Турмасов кримінальний авторитет, у 1980-ті роки був міліціонером                 |
| Володимир Чуприков | Віктор Синіцин префект                                                           |

## Виробництво
Зйомки серіалу пройшли в Москві та Зеленограді з травня по серпень 2020.
Квартиру професора Піотровського звели і знімали в павільйоні. У відтворенні її «ретрополовини» брали участь всі члени знімальної групи, які поділилися своїми речами з 1980-х років: одні привозили старі меблі, інші — посуд та побутову техніку.
За основу образу машини часу професора Піотровського взяли радянський супутник і кришталеву люстру.
2 жовтня 2020 року відбулася прем'єра саундтреку серіалу. Пісня отримала назву «Времена не выбирают», її виконали Йолка та Звонкий. Кліп на пісню зняв генеральний продюсер серіалу, режисер Резо Гігінеїшвілі.
У жовтні 2020 року серіал було представлено на міжнародному ринку контенту MIPCOM Online+.

## Епізоди
| Сезон | Сезон | Серії            | Період трансляції             |
| ----- | ----- | ---------------- | ----------------------------- |
|       | 1     | 1-17 (17 серій)  | 26 жовтня — 19 листопада 2020 |
|       | 2     | 18-34 (17 серій) | 2022                          |

### Сезон 1
| № серії | Прем'єра   | Опис серії |
| ------- | ---------- | --- |
| 1       | 26.10.2020 | 1982 рік. Професор Матвій Піотровський та його онук Паша запускають машину часу. В результаті їхня квартира ділиться надвоє, і одна з половин переноситься в 2020 рік, де живуть Сергій із дружиною Світлою, що нічого не підозрюють. Помилково Паша виходить у майбутнє, а Матвій знайомиться з новими сусідами. Усвідомивши, що на зниклій половині залишився сейф із чужими грошима, Сергій вимагає у Матвія терміново повернути все назад. Він ще не знає, що його донька Христина випадково вийшла в 1982-й, де познайомилася з дрібним фарцівником Жориком.                                                              |
| 2       | 26.10.2020 | Дорослий Павло чекав 38 років, щоб запобігти повторному експерименту, адже це призвело до загибелі Матвія та інших життєвих невдач. Тепер минуле виправлено, і натхненний Павло йде насолоджуватися новим життям. Паша ув'язується за ним, але потрапляє в полон до бандитів, яким Павло заборгував гроші. Пошуки деталей для машини часу наводять Матвія у сучасний секс-шоп, а в цей час Сергій намагається визволити Христину із радянської міліції. |
| 3       | 27.10.2020 | Христина просить Жорика повернути забутий у нього смартфон. Жорик погоджується, але в обмін на побачення в кафе. Там Христина знайомиться із закоханою в Пашу Ніною, а сам Паша викликає Жорика на дуель на гральних автоматах, щоб відвадити його від Христини. У 1982 році Світлана шукає витоки поганих стосунків зі своєю мамою Людмилою. Сергій і Павло шукають гроші на хабар префекту, а знаходять спосіб потрапити в зниклу половину квартири, де знаходиться сейф із грошима. Під час ремонту машини часу згоряє важлива дискета, дублікат якої зберігається 2020 року в архіві інституту, де колись викладав Матвій. |
| 4       | 28.10.2020 | Від робітниці архіву Римми Матвій дізнається, що доступ до архіву інституту мають лише співробітники, і тепер йому треба влаштуватися на роботу. Сергій ловить Павла на місці злочину: той потай вирішив розбагатіти за допомогою «Спортлото». За борги в інституті батьки залишають Христину без грошей, тому їй нема чим заплатити за обіцяний подругам майстер-клас в іменитого хореографа. Щоб не втратити статусу, вона залучає Пашу до танцювальної авантюри. |
| 5       | 29.10.2020 | Щоб забезпечити собі сите життя, Павло вигадує спосіб подружити Пашу та майбутнього олігарха Гохмана у 1982 році, щоб у 2020-му насолоджуватися плодами цієї дружби. Світлана щиро хоче допомогти замотаній Людмилі відпочити і кличе її на танці. Христина допомагає Ніні знайти на танцях нормального хлопця замість Паші, але її старання дають зворотний результат. У цей час у 2020 році Римма також захоплює Матвія потанцювати. |
| 6       | 02.11.2020 | Сергію терміново потрібно підписати у префекта документи на незаконне будівництво, але без грошей на хабар зробити це неможливо. Павло наводить його на думку, що підпис можна роздобути у молодого префекта 1982-го. Ці пошуки закінчуються тим, що Людмила запрошує Сергія на побачення. Зачарований Ніною Паша пропонує їй стати моделлю для фотоконкурсу. Матвій та Римма шукають дискети і опиняються замкненими в архіві. |
| 7       | 02.11.2020 | Світлана дізнається, що Людмила збирається на побачення з Сергієм, і влаштовує чоловікові скандал. Христина просить Гаріка Рудника взяти її на свій танцювальний курс і випадково ламає його раритетний вініл. Щоб загладити вину, вона шукає платівку у 1982 році. Матвій вивчає сучасні технології та намагається спілкуватися з Риммою за допомогою смартфона, але в Інтернеті виявляється надто багато несподіваного. |
| 8       | 03.11.2020 | Щоб відвадити Пашу від Ніни, Павло показує йому Ніну, що подорослішала. Паша шокований, що у 2020 році вона опустилася до життя бомжихи, але відмовлятися від кохання він не хоче, чим вносить хаос у план Павла. Поки Людмила на роботі, Світлана викликається посидіти з п'ятирічною собою у 1982-му і вражається, якою неслухняною дитиною вона була в дитинстві. Римма скаржиться Матвієві на родичів, які наполегливо сватають її проти волі, і Матвій пропонує побути нареченим Римми на один день, щоб відвадити недоречного залицяльника.                                                                              |
| 9       | 05.11.2020 | Сергій забуває про річницю весілля і прагне загладити помилку. Але обставини змушують його провести вечір не з дружиною, а в компанії префекта та Георгія Дмитровича і не допустити, щоб вони дізналися про зниклі гроші на хабар. Паша дізнається, що сьогодні у нього станеться перший секс із Ніною, а Павло всіма силами намагається розладнати цю подію. Христина кличе Жорика погуляти, а в результаті рятує сусідське порося від вірної загибелі. Матвій запускає машину часу. |
| 10      | 09.11.2020 | Сергій опиняється в 1982 році в порожній квартирі Матвія на самоті. Незабаром він розуміє, що потрапив у «День бабака». |
| 11      | 10.11.2020 | Світлана розриває стосунки з Сергієм і шукає підтримки у Людмили. |
| 12      | 11.11.2020 | Матвієві стає гірше і його треба терміново перевести із радянської лікарні до сучасної клініки. |
| 13      | 12.11.2020 | Як примножити стан, якщо маєш доступ і в 1982 і в 2020-й. |
| 14      | 16.11.2020 | Павло стає жертвою замаху і розуміє, що причина в його кримінальному статусі, який він знайшов, розлучивши Пашу та Ніну. |
| 15      | 17.11.2020 | Паша та Павло дізнаються, що Хатов промишляє продажем еротичних фотографій. |
| 16      | 18.11.2020 | Матвій просувається з ремонтом машини часу. |
| 17      | 19.11.2020 | Сергій та Матвій отримують посилку з відеозаписом, датованим 1996 роком, на якому Матвій попереджає про страшні наслідки роботи машини часу. |

### Сезон 2
| № серії | Прем'єра | Опис серії |
| ------- | -------- | ---------- |
| 1 (18)  | 2022     | ?          |
| 2 (19)  | 2022     |            |
| 3 (20)  | 2022     |            |
| 4 (21)  | 2022     |            |
| 5 (22)  | 2022     |            |
| 6 (23)  | 2022     |            |
| 7 (24)  | 2022     |            |
| 8 (25)  | 2022     |            |
| 9 (26)  | 2022     |            |
| 10 (27) | 2022     |            |
| 11 (28) | 2022     |            |
| 12 (29) | 2022     |            |
| 13 (30) | 2022     |            |
| 14 (31) | 2022     |            |
| 15 (32) | 2022     |            |
| 16 (33) | 2022     |            |
| 17 (34) | 2022     |            |

## Рецензії та відгуки
- Портал «СРСР — Росія»: як Юрій Стоянов запустив машину часу в серіалі «Гості з минулого» [Архівовано 11 грудня 2021 у Wayback Machine.] // tv mag, 27 жовтня 2020
- Ідея непогана: глядачі оцінили серіал «Гості з минулого» про подорожі в часі [Архівовано 11 грудня 2021 у Wayback Machine.] // tv mag, 27 жовтня 2020
- Серіал «Гості з минулого»: про що він і чому варто подивитись [Архівовано 11 грудня 2021 у Wayback Machine.] // Алтайська правда, 16 листопада 2020